# Exile (japoński zespół muzyczny)
Exile (zapis stylizowany: EXILE) – japońska 19-osobowa grupa wokalno-taneczna. Grupa zadebiutowała w drugiej połowie 2001 roku.

## Historia
27 września 2001 roku grupa zadebiutowała singlem „Your eyes only ~Aimai na boku no katachi~”.
W lipcu 2005 roku wydali we współpracy z japońskim zespołem rockowym Glay piosenkę „Scream”, która osiągnęła pierwsze miejsce na liście Oriconu i sprzedała się w liczbie ponad 500 tys. egzemplarzy.
29 marca 2006 roku wokalista Shun opuścił Exile, aby skupić się na karierze solowej. W czerwcu tego samego roku do grupy dołączył Akira. Podczas przesłuchania Exile Vocal Battle Audition 2006 ~Asian Dream~, które odbyło się 22 września 2006 roku, Takahiro został wybrany jako nowy wokalista Exile, po przesłuchaniu około 10 tysięcy osób, co zapoczątkowało drugą generację Exile.
W 2008 roku odbyli swoją pierwszą trasę koncertową Exile Live Tour 'Exile Perfect Live 2008'. 30 grudnia tego samego roku ich singel „Ti Amo” zdobył nagrodę Japan Record Award.
1 marca 2009 roku Kenchi Tachibana, Keiji Kuroki, Tetsuya, Nesmith, Shokichi, Naoto i Naoki Kobayashi z grupy J Soul Brothers dołączyli do Exile, co sugerowało początek trzeciej generacji. 12 listopada zaśpiewali piosenkę „Taiyō no kuni” na krajowych obchodach 20. rocznicy wstąpienia na tron Cesarza Japonii Akihito. 30 grudnia singel „Someday”, zdobył nagrodę Japan Record Award, zdobywając tym samym drugą z rzędu nagrodę w tej kategorii.
W lipcu 2010 roku odbyła się ich pierwsza trasa po stadionach w Japonii „Exile Live Tour 2010 Fantasy”. 30 grudnia utwór „I Wish For You” zdobył nagrodę Japan Record Award i przyniósł im trzecią wygraną z rzędu.
Od 2011 roku grupa zaczęła występować w innych krajach azjatyckich poza ojczystą Japonią. 15 stycznia Exile wystąpili w Hongkongu jako gość specjalny na gali The 2011 Jade Solid Gold Best Ten Music Awards Presentation, a 25 września na festiwalu Three Kingdoms Performing Arts – China, Japan i Korea Music Festival w Pekinie. 14 września 2011 roku Exile wydali singel „Rising Sun”, który zawierał popularną piosenkę o tym samym tytule, wspierającą ludzi po trzęsieniu ziemi i tsunami w Regionie Tōhoku z 2011 roku.
1 stycznia 2012 roku Exile wydali swój dziewiąty album EXILE JAPAN/Solo. Płyta zajmowała pierwsze miejsce listy Oricon Albums Chart nieprzerwanie przez trzy tygodnie, co ustanowiło nowy rekord grupy. W czerwcu grupa wygrała nagrodę w kategorii Najlepszy Teledysk Roku na MTV Video Music Awards Japan.
30 grudnia 2013 roku singel „Exile Pride ~Konna sekai o sisuru tame~” zdobył nagrodę Japan Record Awards, co uczyniło ich pierwszą grupą w historii, która zdobyła tę nagrodę 4 razy. Następnego dnia, 31 grudnia, lider Hiro ogłosił swoje odejście z grupy.
Wraz z początkiem 2014 roku rozpoczął się duży, całoroczny projekt — Exile Tribe Perfect Year. 27 kwietnia zostało wybranych pięciu nowych członków (Takanori Iwata, Alan Shirahama, Mandy Sekiguchi, Sekai i Taiki Sato) w ramach nowego przesłuchania „Exile Performer Battle Audition”, co zapoczątkowało czwartą generację grupy. W tym samym roku, 23 lipca, ukazał się ich pierwszy singel „New Horizon” z nowymi członkami.
25 marca 2015 roku ukazał się ich pierwszy album w nowym składzie 19 -Road to AMAZING WORLD-. 31 grudnia, pierwotni członkowie Exile: Toshio Matsumoto, Üsa i Makidai zakończą aktywność jako tancerze.
17 sierpnia 2016 roku grupa wydała utwór „Joy-ride”, który stał się piosenką przewodnią w stacji Fuji TV podczas transmisji na żywo Igrzysk Olimpijskich w Rio. 27 września tego samego roku grupa wydała album Extreme Best z największymi przebojami, aby uczcić 15. rocznicę powstania Exile.
Od 2 lutego do 6 lipca 2018 roku w pierwszy piątek każdego miesiąca była wydawana nowa piosenka jako singel cyfrowy w ramach specjalnego projektu zatytułowanego „Exile Friday”. 25 lipca Exile wydali swój pierwszy od 3 lat album Star Of Wish, a od 15 września 2018 roku do 11 lutego 2019 roku odbywała się ich pierwsza trasa koncertowa Exile Live Tour 2018-2019 'Star Of Wish', również po 3 latach. 3 stycznia 2019 roku wydali cyfrowy singel „Love of History”.

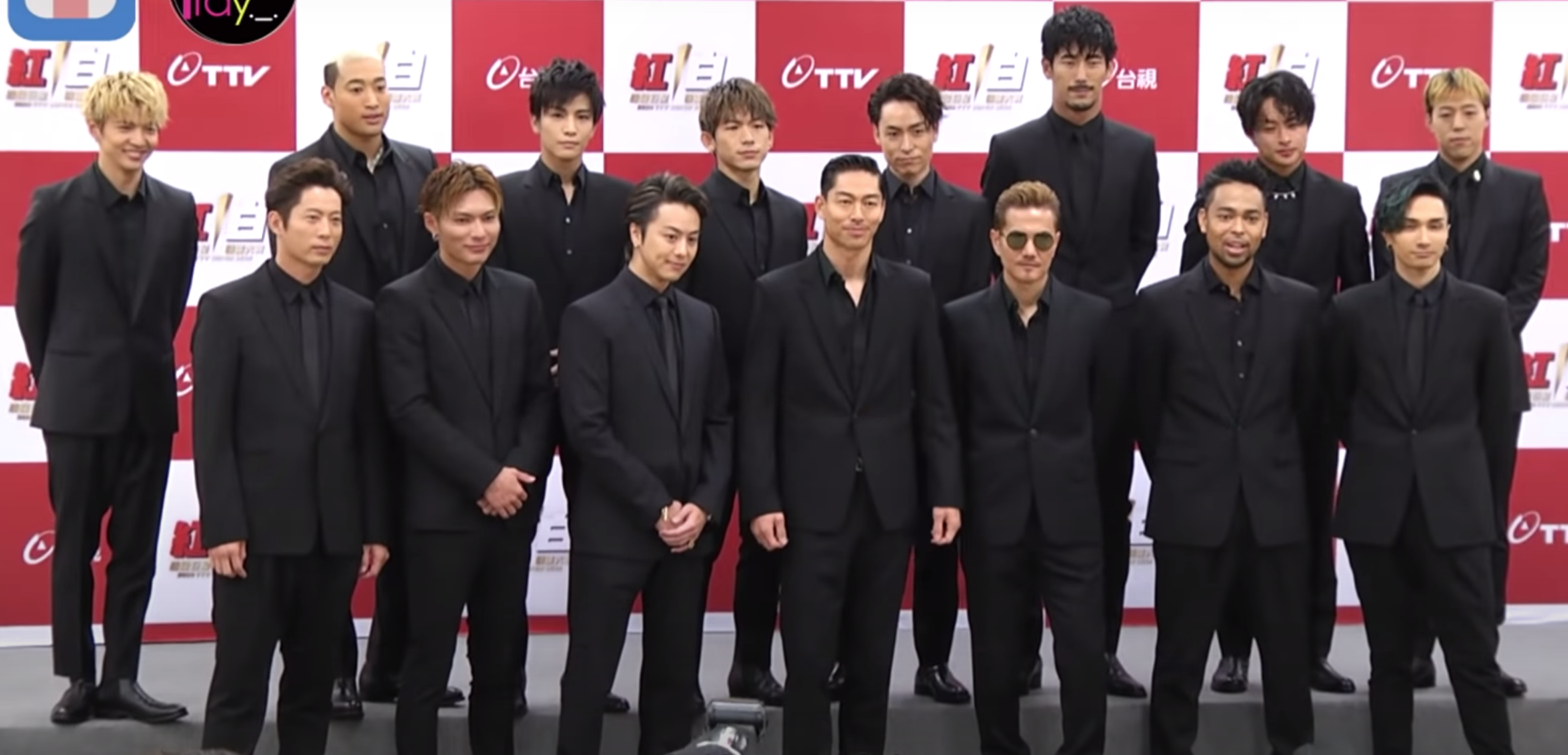
Zdjęcie grupy wykonane na Tajwanie w styczniu 2020

1 stycznia 2020 roku ukazał się singel „Ai no tame ni ~for love, for a child~”. 19 stycznia tego samego roku odbyła się trasa koncertowa Exile Perfect Live 2001▶2020. 2 listopada Atsushi ogłosił, że wycofał się ze stanowiska wokalisty Exile, aby skupić się na działalności solowej, ale pozostanie częścią grupy. Grupa poinformowała, że będzie kontynuować swoją działalność z pozostałymi 14 aktywnymi członkami.
W 2021 roku z okazji 20. rocznicy istnienia grupy na ich stronie przygotowano wiele niespodzianek, pamiątek i gadżetów. 27 kwietnia grupa wydała swój 51. singel „Paradox”. To był ich pierwszy singel w 14-osobowym składzie i pierwszy bez Atsushiego. 27 maja grupa wydała piosenkę „One Nation”. Piosenka posłużyła jako motyw do gry Samurai Warriors 5. 1 lipca grupa wydała nowy cyfrowy singel zatytułowany „Havana Love”. 27 września grupa świętowała 20-lecie swojego debiutu. Tego samego dnia w oficjalnym fanklubie, sklepie mobilnym i sklepie mu-mo wydano 14 różnych specjalnych kart muzycznych i filmowych zatytułowanych „Exile 20th Anniversary Memorial Music & Movie Card”. Na każdej karcie znajduje się 5 utworów, które zostały wybrane jako playlista przez każdego członka spośród ponad 200 utworów Exile.
1 stycznia 2022 roku grupa wydała swój dwunasty album studyjny Phoenix. Od 26 lutego do 26 maja odbyła się trasa koncertowa Exile 20th Anniversary Exile Live Tour 2021 "RED PHOENIX". Choć odbyła się w 2022 roku, była częścią obchodów 20-lecia istnienia grupy. 10 czerwca ogłoszono, że Keiji Kuroki opuści grupę oraz LDH Japan i zakończy karierę pod koniec października 2022 roku. 1 lipca grupa wydała cyfrowy singel „POWER OF WISH”, który był piosenką przewodnią trasy koncertowej EXILE LIVE TOUR 2022 "POWER OF WISH" z tej okazji emerytowany członek Atsushi ponownie wystąpił z grupą. 7 grudnia grupa wydała trzynasty album studyjny POWER OF WISH. Od 10 do 21 grudnia odbyły się cztery dodatkowe koncerty trasy EXILE LIVE TOUR 2022 "POWER OF WISH" pod tytułem EXILE LIVE TOUR 2022 "POWER OF WISH" ~Christmas Special~. Na tej świątecznej trasie pojawili się emerytowani członkowie Toshio Matsumoto, Üsa i Makidai. 21 grudnia podczas koncertu finałowego EXILE LIVE TOUR 2022 "POWER OF WISH" ~Christmas Special~, Atsushi ogłosił, że wraca na stanowisko wokalisty EXILE, odwołując wcześniej ogłoszone odejście.
26 kwietnia 2023 roku grupa wydała utwór „Reason” jako cyfrowy singel. Utwór został wykorzystany jako piosenka wspierająca szczyt G7 w Hiroszimie w 2023 roku. 22 lipca członkowie Akira, Takahiro, Shokichi, Nesmith, Kenchi Tachibana i Tetsuya wystąpili jako EXILE na tajwańskim festiwalu muzycznym 2023 SUPER SLIPPA 12 w Nangang Exhibition Center w Tajpej. 9 grudnia zespół EXILE zorganizował swój pierwszy zagraniczny koncert w Tajpej pod tytułem EXILE LIVE 2023 in TAIPEI, podczas którego wystąpili Akira, Takahiro, Shokichi, Nesmith, Kenchi Tachibana i Tetsuya.
30 kwietnia 2024 roku ogłoszono, że Mandy Sekiguchi opuści grupę i odejdzie z LDH JAPAN 25 czerwca 2024 roku.

## Członkowie grupy

### Tancerze
| Pseudonim                 | Imię i nazwisko     | Data urodzenia       | Uwagi                                     |
| ------------------------- | ------------------- | -------------------- | ----------------------------------------- |
| Exile Hiro                | Hiroyuki Igarashi   | 1 czerwca 1969       | lider, tancerz                            |
| Toshio Matsumoto (MATSU)  | Toshio Matsumoto    | 27 maja 1975         | tancerz                                   |
| Exile Makidai             | Daisuke Maki        | 27 października 1975 | tancerz                                   |
| Exile Üsa                 | Yoshihiro Usami     | 2 lutego 1977        | tancerz                                   |
| Exile Akira               | Ryōhei Kurosawa     | 23 sierpnia 1981     | tancerz, członek Exile The Second         |
| Kenchi Tachibana (KENCHI) | Kenichirō Teratsuji | 28 września 1979     | tancerz, członek Exile The Second         |
| Exile Tetsuya             | Tetsuya Tsuchida    | 18 lutego 1981       | tancerz, członek Exile The Second         |
| Exile Naoto               | Naoto Kataoka       | 30 sierpnia 1983     | tancerz, członek Sandaime J Soul Brothers |
| Naoki Kobayashi (NAOKI)   | Naoki Kobayashi     | 10 listopada 1984    | tancerz, członek Sandaime J Soul Brothers |
| Takanori Iwata            | Takanori Iwata      | 6 marca 1989         | tancerz, członek Sandaime J Soul Brothers |
| Alan Shirahama            | Alan Shirahama      | 4 sierpnia 1993      | tancerz, członek Generations              |
| Mandy Sekiguchi           | Mandy Sekiguchi     | 25 stycznia 1991     | tancerz, członek Generations              |
| Sekai                     | Sekai Yamamoto      | 21 lutego 1991       | tancerz, członek Fantastics               |
| Taiki Satō                | Taiki Satō          | 25 stycznia 1995     | tancerz, członek Fantastics               |

### Wokaliści
| Pseudonim      | Imię i nazwisko | Data urodzenia   | Uwagi     |
| -------------- | --------------- | ---------------- | --------- |
| Exile Atsushi  | Atsushi Satō    | 30 kwietnia 1980 | wokalista |
| Exile Takahiro | Takahiro Tasaki | 8 grudnia 1984   | wokalista |

### Wokaliści i tancerze
| Pseudonim      | Imię i nazwisko     | Data urodzenia      | Uwagi                                        |
| -------------- | ------------------- | ------------------- | -------------------------------------------- |
| Exile Nesmith  | Ryūta Karim Nesmith | 1 sierpnia 1983     | wokalista, tancerz, członek Exile The Second |
| Exile Shokichi | Shōkichi Yagi       | 3 października 1985 | wokalista, tancerz, członek Exile The Second |

### Byli członkowie
| Pseudonim            | Imię i nazwisko   | Data urodzenia   | Uwagi                                  |
| -------------------- | ----------------- | ---------------- | -------------------------------------- |
| Shun                 | Shunsuke Kiyokiba | 11 stycznia 1980 | wokalista                              |
| Keiji Kuroki (KEIJI) | Keiji Kuroki      | 21 stycznia 1980 | tancerz, były członek Exile The Second |

## Dyskografia

### Album studyjny
| Rok  | Dane dot. albumu                                                                         | JPN | Sprzedaż  | Certyfikaty RIAJ |
| ---- | ---------------------------------------------------------------------------------------- | --- | --------- | ---------------- |
| 2002 | our style - Wydany: 6 marca 2002 - Wytwórnia: Rhythm Zone                                | 5   | 290 899   | Platyna          |
| 2003 | Styles Of Beyond - Wydany: 13 lutego 2003 - Wytwórnia: Rhythm Zone                       | 1   | 429 979   | Platyna          |
| 2003 | EXILE ENTERTAINMENT - Wydany: 3 grudnia 2003 - Wytwórnia: Rhythm Zone                    | 1   | 1 176 090 | Milion           |
| 2006 | ASIA - Wydany: 29 marca 2006 - Wytwórnia: Rhythm Zone                                    | 1   | 520 319   | 2x Platyna       |
| 2007 | EXILE EVOLUTION - Wydany: 7 marca 2007 - Wytwórnia: Rhythm Zone                          | 1   | 762 335   | 3x Platyna       |
| 2007 | EXILE LOVE - Wydany: 12 grudnia 2007 - Wytwórnia: Rhythm Zone                            | 1   | 1 480 088 | Milion           |
| 2009 | Aisubeki mirai e (jap. 愛すべき未来へ) - Wydany: 2 grudnia 2009 - Wytwórnia: Rhythm Zone | 1   | 1 299 235 | Milion           |
| 2011 | Negai no tō (jap. 願いの塔) - Wydany: 9 marca 2011 - Wytwórnia: Rhythm Zone              | 1   | 760 341   | Milion           |
| 2012 | EXILE JAPAN/Solo - Wydany: 1 stycznia 2012 - Wytwórnia: Rhythm Zone                      | 1   | 767 274   | 3x Platyna       |
| 2015 | 19 -Road to AMAZING WORLD- - Wydany: 25 marca 2015 - Wytwórnia: Rhythm Zone              | 1   | 286 349   | Platyna          |
| 2018 | STAR OF WISH - Wydany: 25 lipca 2018 - Wytwórnia: Rhythm Zone                            | 1   | 186 881   | Złoto            |
| 2022 | PHOENIX - Wydany: 1 stycznia 2022 - Wytwórnia: Rhythm Zone                               | 6   | 24 215    |                  |
| 2022 | Power of Wish - Wydany: 7 grudnia 2022 - Wytwórnia: Rhythm Zone                          | 3   | 41 178    |                  |

### Singel
| Nr | Tytuł | Data wydania        | Najwyższa pozycja | Sprzedaż (Oricon) |
| Nr | Tytuł | Data wydania        | JPN               | Sprzedaż (Oricon) |
| -- | --- | ------------------- | ----------------- | ----------------- |
| 1  | „Your eyes only ~Aimai na boku no katachi~” (jap. Your eyes only 〜曖昧なぼくの輪郭〜)                             | 27 września 2001    | 4                 | 249 880           |
| 2  | „Style” | 12 grudnia 2001     | 11                | 112 760           |
| 3  | „Fly Away” | 20 lutego 2002      | 18                | 31 880            |
| 4  | „song for you” | 17 kwietnia 2002    | 6                 | 91 750            |
| 5  | „Cross ~never say die~”                                                                                            | 7 sierpnia 2002     | 13                | 38 410            |
| 6  | „EX-STYLE ~Kiss you~”                                                                                              | 13 listopada 2002   | 6                 | 92 769            |
| 7  | „We Will ~Ano Basho de~” (jap. We Will 〜あの場所で〜)                                                             | 5 lutego 2003       | 16                | 32 703            |
| 8  | „Breezin’ ~Together~”                                                                                              | 28 maja 2003        | 2                 | 366 804           |
| 9  | „LET ME LUV U DOWN” (feat. Zeebra & Maccho)                                                                        | 9 lipca 2003        | 3                 | 64 854            |
| 10 | „Choo Choo TRAIN”                                                                                                  | 6 listopada 2003    | 2                 | 286 812           |
| 11 | „Eternal...” | 12 listopada 2003   | 7                 | 46 762            |
| 12 | „Kizuna” (jap. ki・zu・na)                                                                                         | 19 listopada 2003   | 5                 | 40 468            |
| 13 | „O’ver” | 27 listopada 2003   | 7                 | 33 822            |
| 14 | „Carry On/Unmei no hito (jap. Carry On/運命のヒト)                                                                 | 12 maja 2004        | 2                 | 233 120           |
| 15 | „real world” | 30 czerwca 2004     | 1                 | 125,809           |
| 16 | „HEART of GOLD” | 18 sierpnia 2004    | 4                 | 93 873            |
| 17 | „HERO” | 1 grudnia 2004      | 2                 | 181 997           |
| 18 | „EXIT” | 24 sierpnia 2005    | 2                 | 202 827           |
| 19 | „Tada... aitakute” (jap. ただ...逢いたくて)                                                                        | 14 grudnia 2005     | 1                 | 562 196           |
| 20 | „YES!” | 1 marca 2006        | 1                 | 92 622            |
| 21 | „Everything” | 6 grudnia 2006      | 2                 | 153 065           |
| 22 | „Lovers Again” | 17 stycznia 2007    | 2                 | 257 393           |
| 23 | „Michi” (jap. 道)                                                                                                  | 14 lutego 2007      | 1                 | 112 106           |
| 24 | „SUMMER TIME LOVEi”                                                                                                | 16 maja 2007        | 3                 | 132 824           |
| 25 | „Toki no kakera/24karats -type EX-” (jap. 時の描片 〜トキノカケラ〜/24karats -type EX-)                            | 29 sierpnia 2007    | 2                 | 142 202           |
| 26 | „I Believe” | 21 listopada 2007   | 3                 | 142 228           |
| 27 | „Pure/You're my sunshine”                                                                                          | 27 lutego 2008      | 2                 | 160 605           |
| 28 | „The Birthday ~Ti Amo~”                                                                                            | 24 września 2008    | 1                 | 320 445           |
| 29 | „LAST CHRISTMAS”                                                                                                   | 26 listopada 2008   | 1                 | 226 829           |
| 30 | „THE MONSTER ~Someday~”                                                                                            | 15 kwietnia 2009    | 1                 | 270 513           |
| 31 | „THE HURRICANE ~FIREWORKS~”                                                                                        | 22 lipca 2009       | 1                 | 279 264           |
| 32 | „THE GENERATION ~Futatsu no kuchibiru~” (jap. THE GENERATION 〜ふたつの唇〜)                                       | 11 listopada 2009   | 2                 | 288 454           |
| 33 | „FANTASY” | 9 czerwca 2010      | 1                 | 473 051           |
| 34 | „Motto tsuyoku” (jap. もっと強く)                                                                                  | 15 września 2010    | 1                 | 230 564           |
| 35 | „I Wish For You”                                                                                                   | 6 października 2010 | 2                 | 276 875           |
| 36 | „Each Other’s Way ~Tabi no tochū~” (jap. Each Other's Way 〜旅の途中〜)                                            | 9 lutego 2011       | 1                 | 119 419           |
| 37 | „Rising Sun/Itsuka kitto…” (jap. Rising Sun/いつかきっと…)                                                         | 14 września 2011    | 1                 | 317 630           |
| 38 | „Anata e/Ooo Baby” (jap. あなたへ/Ooo Baby)                                                                        | 23 listopada 2011   | 2                 | 151 551           |
| 39 | „ALL NIGHT LONG”                                                                                                   | 20 czerwca 2012     | 1                 | 242 290           |
| 40 | „BOW & ARROWS” | 25 lipca 2012       | 2                 | 117 334           |
| 41 | „EXILE PRIDE ~Kon'na sekai o aisuru tame~” (jap. EXILE PRIDE 〜こんな世界を愛するため〜)                           | 3 kwietnia 2013     | 1                 | 1 016 992         |
| 42 | „Flower Song” | 19 czerwca 2013     | 2                 | 126 405           |
| 43 | „No Limit” | 25 września 2013    | 2                 | 95 204            |
| 44 | „NEW HORIZON” | 23 lipca 2014       | 1                 | 147 572           |
| 45 | „Jonetsu no hana” (jap. 情熱の花)                                                                                  | 4 marca 2015        | 2                 | 73 956            |
| 46 | „24karats GOLD SOUL”                                                                                               | 19 sierpnia 2015    | 3                 | 103 021           |
| 47 | „Ki mi ni mu chu” (jap. Ki・mi・ni・mu・chu)                                                                       | 9 grudnia 2015      | 2                 | 123 642           |
| 48 | „Joy-ride ~Kanki no Drive~” (jap. Joy-ride 〜歓喜のドライブ〜)                                                     | 17 sierpnia 2016    | 2                 | 111 335           |
| 49 | „Ai no tame ni ~for love, for a child~/Shunkan Eternal” (jap. 愛のために 〜for love, for a child〜/瞬間エターナル) | 1 stycznia 2020     | 2                 | 54 624            |
| 50 | „SUNSHINE" | 16 grudnia 2020     | 3                 | 50 889            |
| 51 | „PARADOX" | 27 kwietnia 2021    | 7                 | 14 139            |

### Cyfrowy singel
| #  | Data wydania     | Tytuł                            |
| -- | ---------------- | -------------------------------- |
| 1  | 17 lutego 2009   | THE NEXT DOOR                    |
| 2  | 16 czerwca 2010  | One Wish                         |
| 3  | 2 lutego 2018    | PARTY ALL NIGHT 〜STAR OF WISH〜 |
| 4  | 2 marca 2018     | Melody                           |
| 5  | 6 kwietnia 2018  | My Star                          |
| 6  | 4 maja 2018      | Turn Back Time feat. FANTASTICS  |
| 7  | 1 czerwca 2018   | Awakening                        |
| 8  | 6 lipca 2018     | STEP UP                          |
| 9  | 3 stycznia 2019  | Love of History                  |
| 10 | 27 maja 2021     | One Nation                       |
| 11 | 1 lipca 2021     | HAVANA LOVE                      |
| 12 | 27 maja 2022     | BE THE ONE                       |
| 13 | 1 lipca 2022     | POWER OF WISH                    |
| 14 | 26 kwietnia 2023 | Reason                           |